# Ach (dopływ Blau)
Ach (t. Schelklinger Ach, Schelklinger Aach) – rzeka w południowej części Niemiec, o długości około 10 km. Przepływa przez Badenię-Wirtembergię. Jest prawym dopływem rzeki Blau, do której uchodzi w pobliżu miasta Blaubeuren. Ważniejsze miasta leżące nad rzeką Ach to Schelklingen i Blaubeuren.